# Ferias de San Felipe
Las Ferias de San Felipe, es un conjunto de eventos de júbilo que se celebran en San Felipe, Venezuela, durante la primera semana de mayo en honor al santo patrono de la ciudad, San Felipe Apóstol.

## Historia
Nacen las fiestas patronales el 1 de mayo de 1731, cuando se instaló el primer cabildo en San Felipe, estas se iniciaban con una misa, la procesión del santo por la tarde; actividades en la que se fue involucrando al pueblo que comenzó a agregarle festejos populares: palo ensebado, cochinos enmantados; con la evolución se fueron incorporando otras cosas como las terneras en los barrios. 

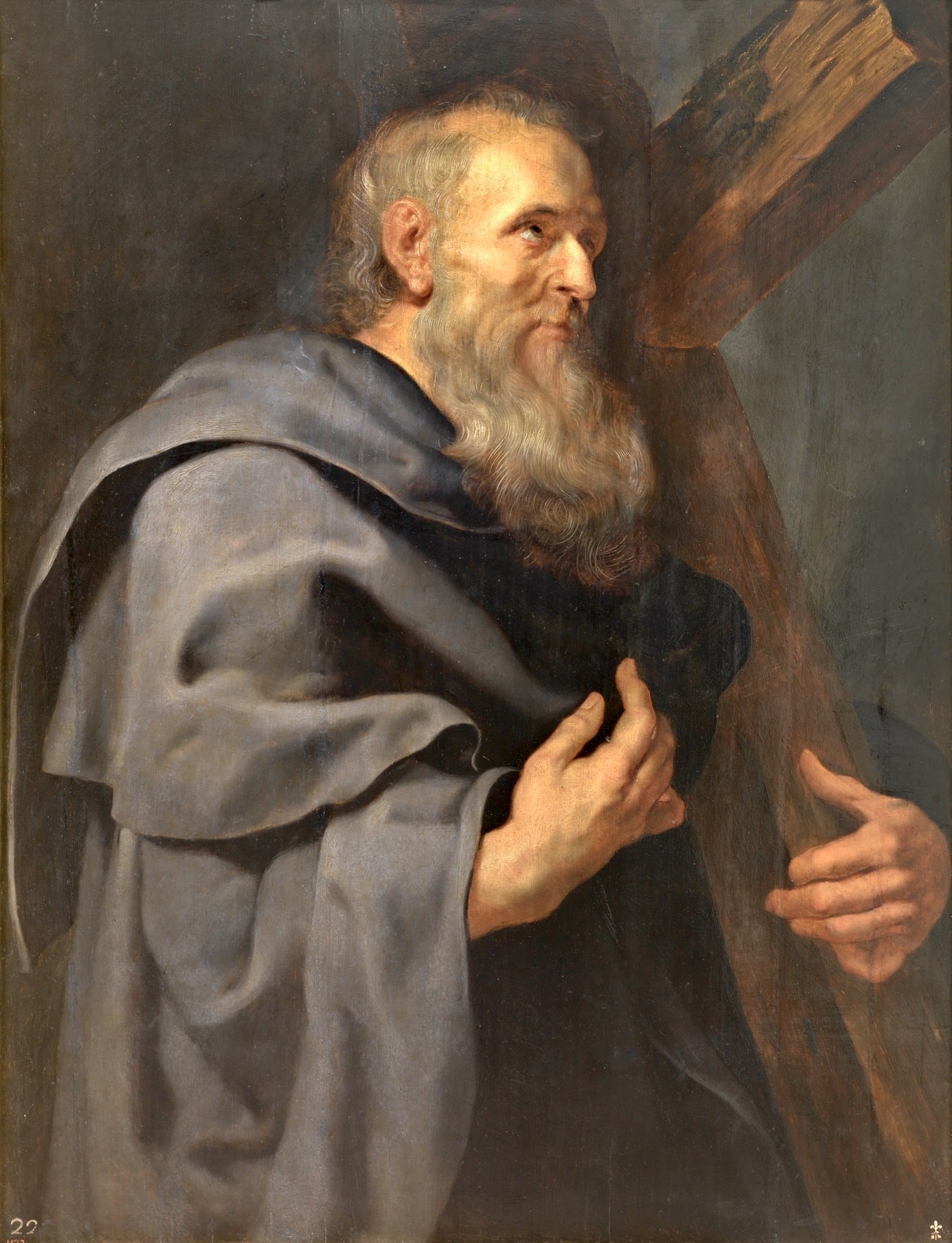
Santo Patrono San Felipe Apóstol.

Ya para el año 1930 cuando llegó a la presidencia del estado el general Félix Galavis, las fiestas cambiaron de nombre por el de ferias. En 1932 se eligió por primera vez la Reina de la Feria, bajo el título de Miss Feria, siendo electa la señorita Julieta Palencia. Para el año 1950 no se pudo realizar las ferias porque se presentó un brote de fiebre aftosa. En 1956 se construyó el actual parque exposición "Severiano Giménez" quien fue presidente del estado, el parque fue construido en la administración del doctor Guillermo Cordido.

## Características de las Ferias

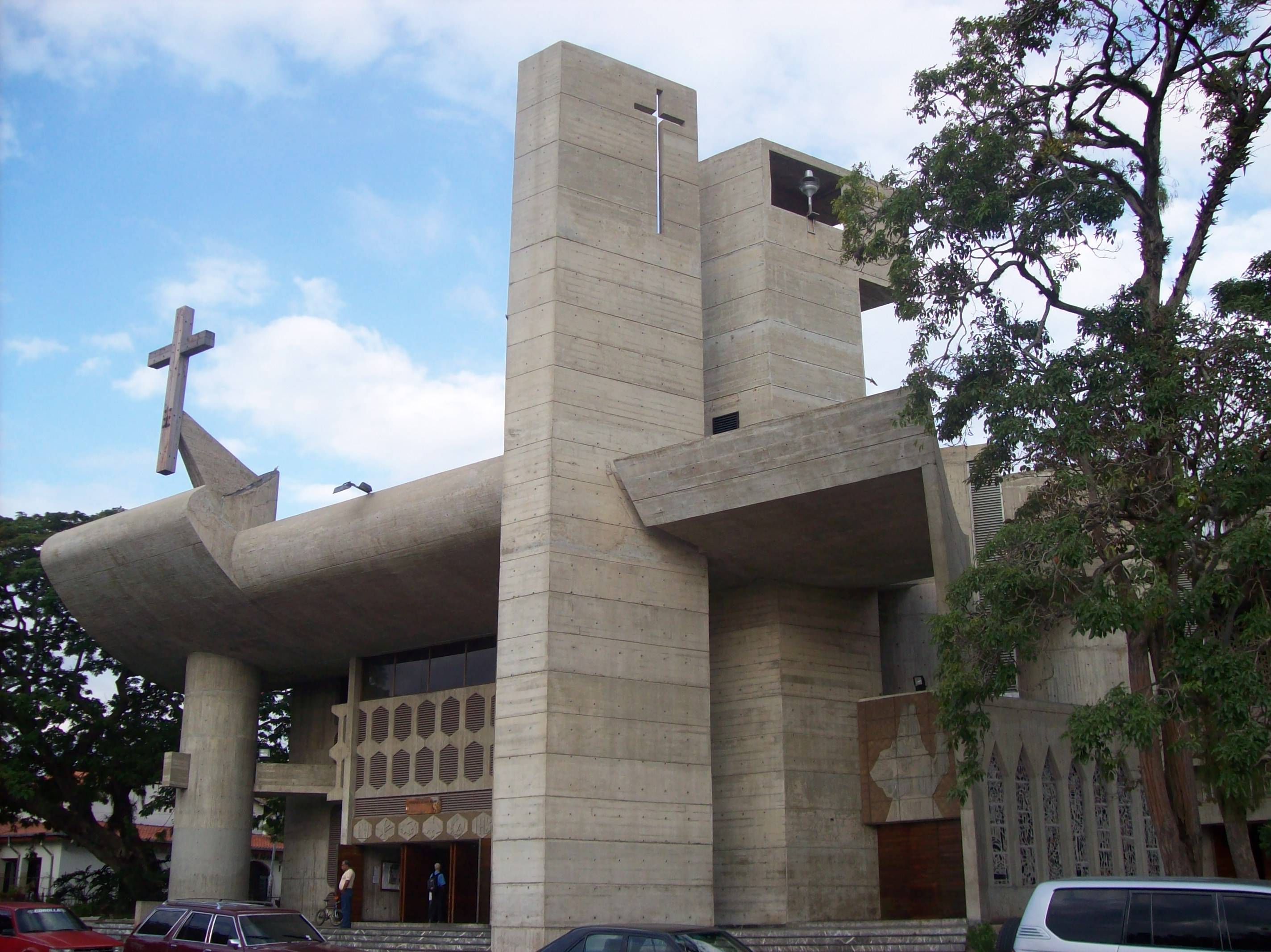
Catedral del municipio San Felipe.

Las ferias se inician con la elección y coronación de la reina, luego se realiza un desfile por las avenidas del municipio San Felipe, el 1 de mayo se conmemora al santo patrono San Felipe Apóstol con una misa en la catedral, una procesión y una serenata con la orquesta sinfónica del estado Yaracuy. En el parque exposición "Severiano Giménez" se exponen variedad de artesanías y dulces criollos ofrecidas por artesanos de distintos estados de Venezuela, también se exhiben ganadería pecuaria y agrícola.

## Eventos
El Severiano Giménez es usado de manera regular para la celebración de exposiciones y ferias,  además suele ser sede de otros eventos musicales.

### Artistas invitados
- Chino y Nacho.
- Don Omar.
- Guaco.
- Karoll Márquez (Monchi Maestre).
- Ninah Mars and the Stickfaces.
- Caramelos de Cianuro.
- Grupo Calibú.
- Jorge Guerrero.
- Servando y Florentino.
- Calle Ciega.
- Desorden Público.
- Los Melódicos.
- Billos Caracas Boys.
- Dimensión Latina.
- Oscar D' León.
- Gilberto Santa Rosa.
- Serenata Guayanesa
- Rafael Brito.